# SLC2A13
SLC2A13‏ (Solute carrier family 2 member 13) هوَ بروتين يُشَفر بواسطة جين SLC2A13 في الإنسان.